# Pudrad brynblomfluga
Pudrad brynblomfluga (Epistrophe olgae) är en tvåvingeart som beskrevs av Mutin 1993. Pudrad brynblomfluga ingår i släktet brynblomflugor, och familjen blomflugor. Arten förekommer tillfälligt i Sverige, men reproducerar sig inte. Inga underarter finns listade i Catalogue of Life.